# George Brizan
George Ignatius Brizan (Windsor Forest, 31 de octubre de 1942 - Saint George, 18 de febrero de 2012) fue un académico, economista y político granadino que ejerció como primer ministro de Granada durante cuatro meses en 1995, después de la renuncia de Nicholas Brathwaite hasta la derrota de su partido, el Congreso Nacional Democrático (NDC) en las elecciones generales posteriores. Fue líder de la Oposición parlamentaria desde 1987 hasta 1990, y nuevamente desde 1995 hasta 1999.
Tras completar sus estudios en Historia, Economía y Educación, Brizan ejerció la docencia, enseñando en la Escuela Secundaria Varones de Granada durante muchos años antes de involucrarse políticamente. Como economista, fue consultado por varios gobiernos granadinos de distinto signo político, algo que se mantendría durante toda su carrera. En su juventud, militó en el Movimiento New Jewel, aunque se separó de este en desacuerdo con las políticas revolucionarias y marxistas promovidas por Maurice Bishop y Bernard Coard. Como socialdemócrata y moderado, Brizan fue crítico el período del Gobierno Popular Revolucionario que rigió el país entre 1979 y 1983.
Brizan ingresó a la política de alto nivel con la invasión estadounidense que derrocó al GRP luego del asesinato de Bishop. Fundó el Partido Nacional Democrático, que abogó por la instauración de una democracia liberal, el reintegro a la sociedad de los antiguos miembros del GRP y la conservación de las reformas sociales del gobierno de Bishop que habían sido más populares. Con el objetivo de evitar un triunfo de Eric Gairy, Brizan aceptó establecer una coalición con el Partido Nacional de Granada de Herbert Blaize y el Movimiento Democrático de Granada de Francis Alexis, cofundado el Nuevo Partido Nacional, que ganó las elecciones de 1984 por un amplio margen. Brizan y Alexis se separaron del NNP durante el posterior gobierno de Blaize, estableciendo el Congreso Nacional Democrático (NDC) el 18 de octubre de 1987. El liderazgo del partido fue entregado a Nicholas Brathwaite, que lo dirigió a la victoria en las elecciones de 1990. Brizan asumió como Ministro de Finanzas en el gobierno de Brathwaite, antes de ser trasladado al Ministerio de Agricultura. En ambos cargos, también ocupó las carteras de Comercio, Industria, Producción y Energía.
Brathwaite dimitió pocos meses antes de terminar su mandato, el 1 de febrero de 1995, por lo que Brizan asumió tanto el liderazgo del NDC como la jefatura de gobierno del país. Además de servir como Primer Ministro, asumió la responsabilidad de las carteras de Seguridad Exterior y Nacional, Asuntos Interiores, Agricultura y Personal y Gestión. Heredó un panorama económico y social sumamente complicado, con un alto índice de desempleo y la introducción de un impopular impuesto sobre la renta que fue muy criticado en su campaña electoral por Keith Mitchell, líder del NNP. Las elecciones de junio vieron al NDC perder el control del Parlamento ante el NNP, y Brizan se convirtió en líder de la Oposición. Aquejado por problemas de salud, comenzó a retirarse del liderazgo y la mayoría de sus funciones fueron transferidas a Joan Purcell, aunque seguía siendo nominalmente líder del NDC en las elecciones de 1999, en las cuales el NNP obtuvo todos los escaños. Brizan se retiró formalmente después de la derrota y se dedicó enteramente a la actividad académica hasta su fallecimiento en febrero de 2012, a la edad de 69 años, víctima de diabetes.
A pesar de lo breve y complicado de su mandato como primer ministro, Brizan es recordado positivamente en su país como consultor económico de varios gobiernos granadinos y su destacada trayectoria académica y parlamentaria, así como su papel en la transición democrática granadina y la fundación de los dos principales partidos políticos de la nación (el NNP y el NDC). En Granada se volvió popular el término «to be a Brizan» (en español: «Ser un Brizan») para referirse a estudiar las carreras de economía e historia.